# Municipalidad Distrital de Llipa
La Municipalidad Distrital de Llipa es un órgano de gobierno promotor del desarrollo local, con personaría jurídica de derecho público y plena capacidad para el cumplimiento de sus fines.

## Historia
La Municipalidad Distrital de Llipa se origina en la respectiva Demarcación Territorial, aprobada por el Congreso de la República y promulgada por el presidente de la República Manuel Prado el año 1957. Área Territorial 8.210 ha. equivalente a 82.1 km² comprende la zona urbana y rural. La Municipalidad tiene competencia en todo el territorio del distrito; también una obligación de coordinación con la municipalidad provincial.
Su primer alcalde fue don Justo Balabarca Fabián, por su activa participación como gestor para la creación del Distrito. De aquellos años a la fecha han pasado varios alcaldes.
A partir del año 2000 con la instalación de la sede administrativa del núcleo urbano del Distrito en el morro de la pampa de Llipa, se inicia el proceso de desarrollo, bajo la alcaldía del señor Carlos Mariano Dueñas, periodo 2000-2010. Obras: Mini-central hidroeléctrica, Construcción del local municipal, Construcción y equipamiento de la posta de salud, mini-represa de Querococha en construcción y otros.